# 戈穆爾山
48°8′8.6″N 24°33′45″E / 48.135722°N 24.56250°E

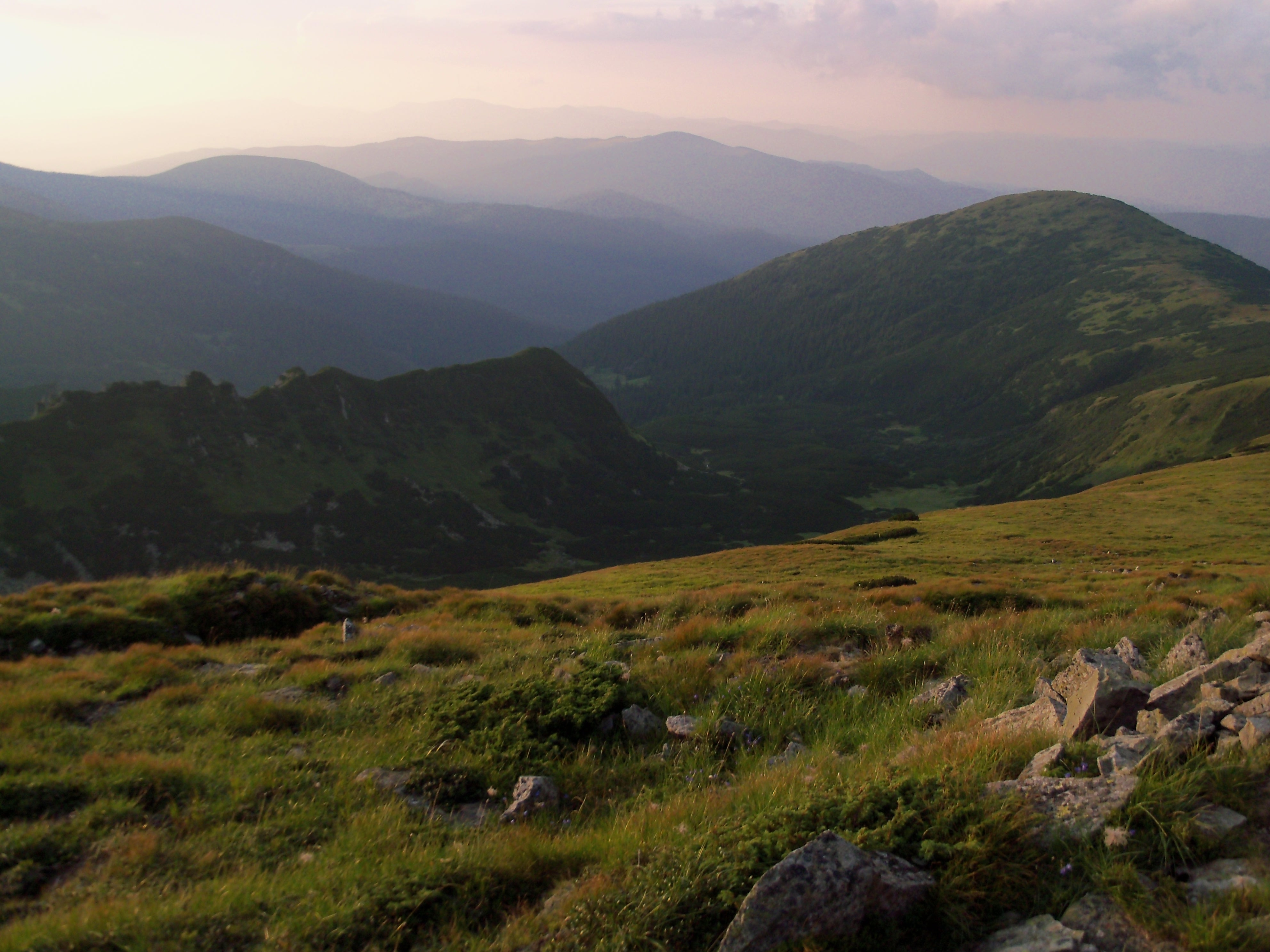

戈穆爾山是烏克蘭的山峰，位於該國西部伊萬諾-弗蘭科夫斯克州，處於韋爾霍維納區，屬於喬爾諾戈拉山脈的一部分，海拔高度1,788米。